# K-On!
K-On! (japonsky けいおん!, Keion!) je japonská jonkoma manga, který napsal a ilustroval Kakifly. První díl mangy se objevil v roce 2007 v květnovém čísle seinen mangy časopisu Manga Time Kirara od vydavatelství Hóbunša a od října roku 2008 vychází každé dva měsíce také v Manga Time Kirara Carat. Anime adaptace se v Japonsku začala vysílat 3. dubna 2009 a má ji na starosti studio Kjóto Animation. Název seriálu pochází z japonského výrazu pro lehkou hudbu, keiongaku (軽音楽). To by ale nemělo být zaměňováno se západním významem lehké hudby – přesnější překlad by mohl být soudobá nebo populární hudba.

## Příběh
Příběh K-On! se odehrává kolem čtyř japonských středoškolských dívek, které se přidají do klubu lehké hudby v jejich škole, aby ho zachránily před zrušením. Ale jsou jeho jedinými členy a na začátku nemá Yui Hirasawa žádné zkušenosti s hraním na hudební nástroj nebo s čtením partitury.